# Sport dell'aria ai Giochi mondiali 2025
Le competizioni di sport dell'aria ai Giochi mondiali 2025 si sono svolte dal 14 al 16 agosto 2025 presso il Dong'an Lake Sports Park Athletics Field di Chengdu, in Cina.

## Podi
| Specialità              | Oro            | Argento       | Bronzo      |
| Drone racing (dettagli) | Yuki Hashimoto | Kwan Chun Yan | Kim Min-jae |

## Medagliere
| Posiz. | Nazione       | Oro | Argento | Bronzo | Totale |
| ------ | ------------- | --- | ------- | ------ | ------ |
| 1      | Giappone      | 1   | 0       | 0      | 1      |
| 2      | Hong Kong     | 0   | 1       | 0      | 1      |
| 3      | Corea del Sud | 0   | 0       | 1      | 1      |
| Totale | Totale        | 1   | 1       | 1      | 3      |